# Josef Kranz (Architekt)
Josef Kranz (* 28. Februar 1901 in Brünn; † 30. Mai 1968 in Znaim) war ein tschechischer Architekt.

## Leben
Josef Kranz studierte von 1919 bis 1926 Architektur an der Tschechischen Technischen Hochschule zu Brünn bei Emil Králík und Adolf Liebscher.
Anschließend arbeitete er in Jiří Krohas Architekturbüro in Mladá Boleslav (Jung Bunzlau). Von 1928 bis 1929 war er im Architekturbüro Bohuslav Fuchs in Brünn beschäftigt. Von 1929 bis 1949 war er Architekt bei der Postdirektion in Brünn. 1933 schloss er sich dem Verband sozialistischer Architekten an.
1949 bis 1954 war er für das  Architekturbüro Stavoprojekt und von 1954 bis 1968 Büro Spojprojekt in Brünn tätig.

## Ausgewählte Bauwerke in Brünn

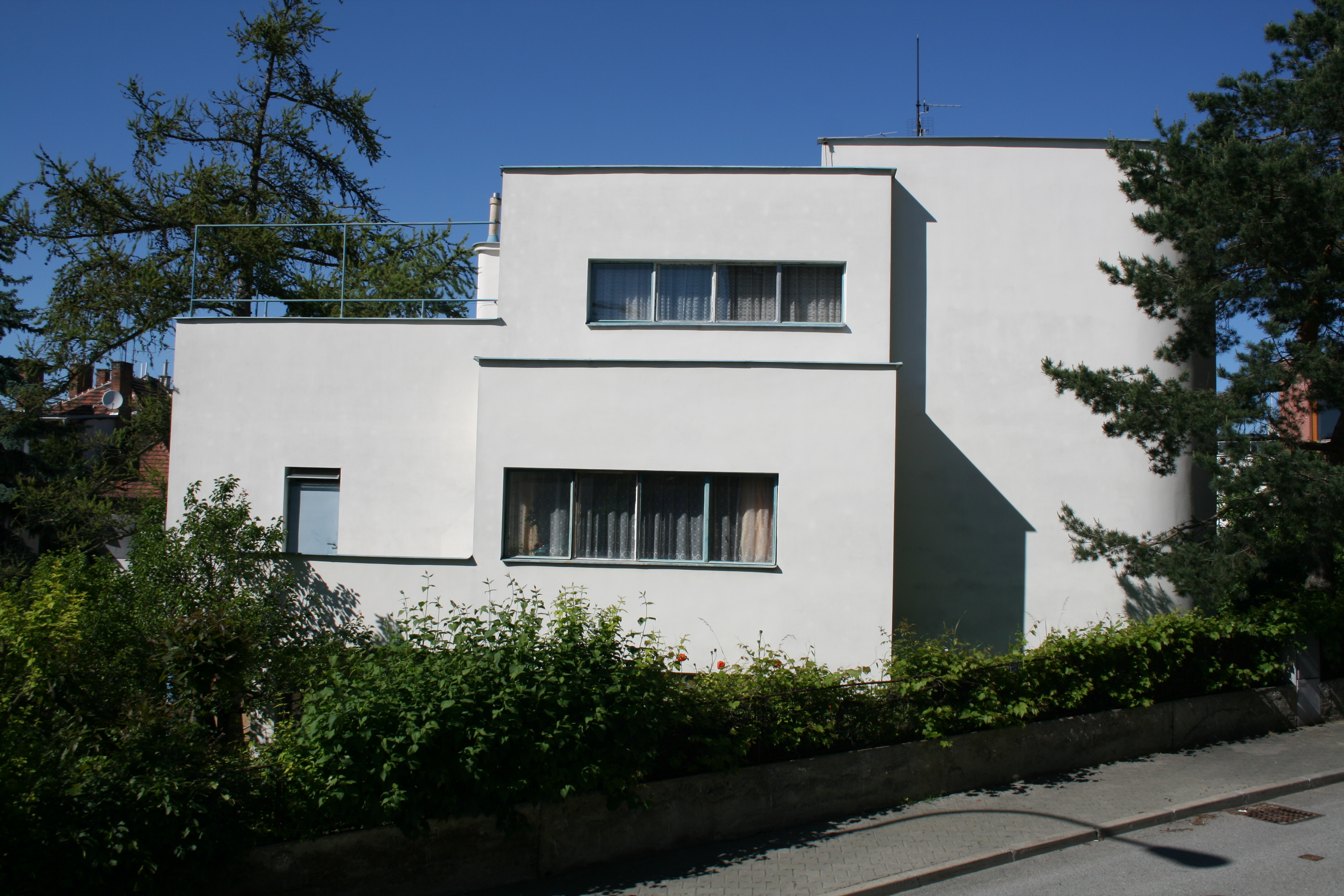
Villa Slavík in Brünn

- 1927–1929: Café ERA, Černá Pole (Schwarzfeld), Zemědělská Straße 30
- 1928–1929: Kino AVIA, Nové Černovice, Štolcova Straße 6
- 1930–1931: Villa Slavík, Kraví Hora (Kuhberg), Tůmova Straße 15
- 1933–1935: Eigenes Haus, Černá Pole (Schwarzfeld), Alešova Straße 24
- 1934–1935: Einfamilienhaus Markesová, Černá Pole (Schwarzfeld), Pfleggerova Straße 50
- 1935: Wohnhaus Miček, Jirásek-Viertel, Zeleného Straße 5
- 1936: Wohnhaus Mikuš mit Postamt, Aečkovice, Medlánecká Straße 5
- 1945–1955: Fernmeldezentrum, Královo Pole (Königsfeld), Jana Babáka Straße 11
- 1947–1949: Fernmeldeanstalt, Zábrdovice, Přadlácká Straße
- 1948: Mietshaus Dr. K., Sokolská Straße